# Botanischer Garten von Mérida

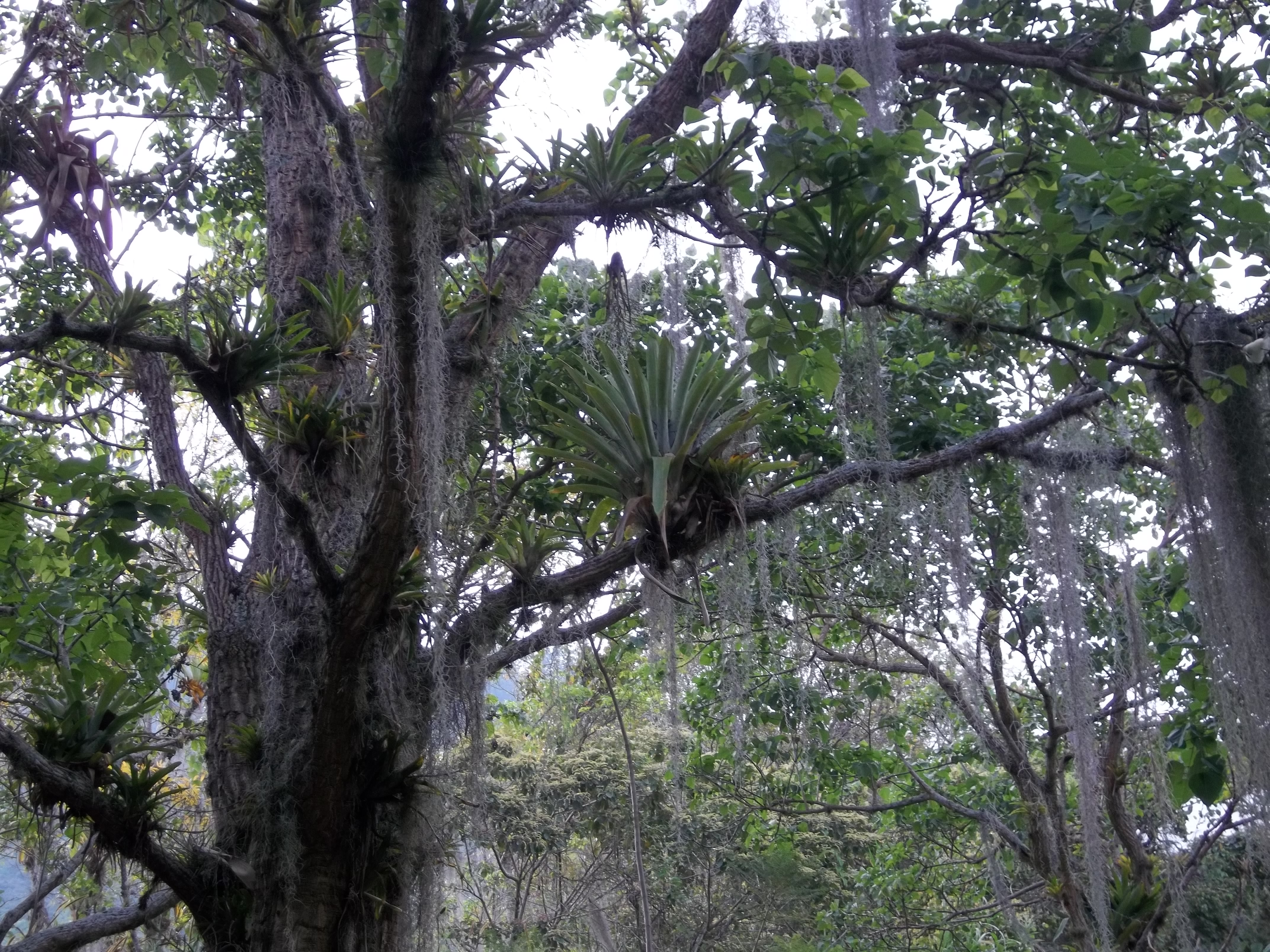
Bromelien und Spanisches Moos

Der Botanische Garten von Mérida befindet sich im Nordteil der Stadt Mérida in Venezuela.
Er liegt zwischen den Flüssen Albarregas und Mucujún und wurde 1991 von der Universidad de los Andes gegründet. Er dient der Erhaltung der Tier- und Pflanzenwelt sowie deren Erforschung. Für die Besucher wurde er am 8. Dezember 2002 eröffnet.
Der botanische Garten hat eine Fläche von 44 Hektar, die von der Universität für seine Entwicklung zur Verfügung gestellt wurde. Er wurde nach dem Typ von Pflanzen, die dort anzutreffen ist, in Zonen unterteilt, der größte Teil der Fläche wird von einem Wald aus autochthonen Kiefern besetzt. Die wichtigste Sammlung des botanischen Gartens sind Bromeliengewächse, die in mehr als 100 Arten und 600 Unterarten vorhanden sind. Es ist die größte Sammlung von Bromelien in Südamerika.